# Дриан, Эмиль
Эмиль Огюстен Киприан Дриан (фр. Émile Augustin Cyprien Driant; 11 сентября 1855 — 22 февраля 1916) — французский пехотный офицер, полковник. Национальный герой Франции. Как писатель известен под псевдонимом капитан Данри. Депутат от Нанси (1910—1916), участвовал в Первой мировой войне. Погиб в феврале 1916 в битве за Верден.

## Биография
Родился 11 сентября 1855. Поступил в военную академию Сен-Сир (1875). Поступил на армейскую службу в 1879, выбрав пехоту. В 1884 стал адъютантом генерала Буланже. В 1887 женился на младшей дочери Буланже. Служил капитаном 4-го зуавского полка в Тунисе. Преподавал в военной академии Сен-Сир в 1892—1896. В 1899—1905 был батальонным командиром. Затем вышел в отставку, став политиком. В 1910 стал депутатом от Нанси. Призван в армию после начала Первой мировой войны. 22 февраля 1916 в битве за Верден погиб смертью героя.

## Творчество
Дриан стал известен как писатель под псевдонимом капитан Данри. Писал книги о будущих войнах (всего их было 12). В книгах подчёркивалось стремление подготовить французов к будущей войне с Германией. В 1888 году издал книгу «Завтрашняя война» (La Guerre de demain) (2827 страниц), состоявшую из трёх романов: «Война в крепости» (La Guerre enforteresse), «Война в открытом поле» (La Guerre еn rase campagne) и «Война на воздушном шаре» (La Guerre еn ballon). Действие открывается «Войной в крепости», куда поступают сообщения о неожиданном нападении немцев. В 1902 году написал книгу «Фатальная война: Франция против Англии» (La Guerre fatale: France-Angleterre) (1192 страницы), описывающую полный разгром англичан. Также Дрианом были опубликованы «Черное нашествие» (L’Invasion noire) (1279 страниц), «Желтое нашествие» (L’Invasion jaune) (1000 страниц), «Тихоокеанский авиатор» (L’Aviateur du Pacifique) (512 страниц), «Тревога» (L’Alerte) (454 страницы), «Подземная война» (La Guerre souterraine) (332 страницы). К 1913 году Дриан опубликовал множество романов.
В 1972 году Пьер Версен в «Энциклопедии утопии… и научной фантастики» заметил, что сто страниц «Битвы при Доркинге» Чесни куда важнее и проникновенней «тысяч белых листов, которые день за днем пачкал своими писаниями национальный герой Франции».

## Память
- Почтовая марка (1956).